# Les Rongeurs de l'apocalypse
Pour plus de détails, voir Fiche technique et Distribution.
Les Rongeurs de l'apocalypse (Night of the Lepus) est un film d'horreur américain réalisé par William F. Claxton, sorti en 1972. Il s'agit de l'adaptation du roman australien The Year of the Angry Rabbit.

## Synopsis
À la suite d'une prolifération nuisible de lapins, des scientifiques mettent au point une hormone censée refréner leurs pulsions sexuelles, ce qui a pour conséquence inattendue d'accroître leur agressivité et leur poids. Ces derniers atteignent rapidement les 80 kilos et deviennent de terribles prédateurs.

## Fiche technique
- Titre original : Night of the Lepus
- Titre français : Les Rongeurs de l'apocalypse
- Réalisation : William F. Claxton
- Scénario : Don Holliday et Gene R. Kearney, d'après le roman The Year of the Angry Rabbit de Russell Braddon
- Décors : Stan Jolley
- Costumes : Norman A. Burza
- Photographie : Ted Voigtlander
- Régisseur d'extérieurs : Jack N. Young
- Montage : John McSweeney Jr.
- Musique : Jimmie Haskell
- Production : A.C. Lyles
- Société de production : A.C. Lyles Productions
- Pays d'origine : États-Unis
- Langue originale : anglais
- Format : couleurs - 1.85 : 1 - Mono - 35 mm
- Genre : horreur, science-fiction
- Durée : 88 minutes
- Date de sortie : États-Unis : 4 octobre 1972

## Distribution
- Stuart Whitman : Roy Bennett
- Janet Leigh : Gerry Bennett
- Rory Calhoun : Cole Hillman
- DeForest Kelley : Elgin Clark
- Paul Fix : le shérif Cody
- Melanie Fullerton : Amanda Bennett
- Chris Morrell : Jackie Hillman
- Chuck Hayward : Jud
- Henry Wills : Frank
- Francesca Jarvis : Mildred
- William Elliott : le docteur Leopold
- Bob Hardy : le professeur Dirkson
- Richard Jacome : l'adjoint Jason
- Inez Perez : la gouvernante
- Roy Gaintner : Walker

## Production
Le film est très connu des amateurs de nanars grâce à ses effets spéciaux abracadabrants et surtout grâce au choix des "méchants monstres" du film. Ceci étant un film d'horreur, le choix de présenter des lapins domestiques géants mangeurs d'hommes est très discutable.
Le tournage s'est déroulé à Ajo, Tucson et l'Université d'Arizona[réf. nécessaire].